# Eurosta comma
Eurosta comma é uma espécie de tefritídeo do gênero Eurosta da família Tephritidae.

## Distribuição
É distribuido nos Estados Unidos.